# Cinchona scrobiculata
Cinchona scrobiculata är en måreväxtart som beskrevs av Alexander von Humboldt och Aimé Bonpland. Cinchona scrobiculata ingår i släktet Cinchona och familjen måreväxter. Inga underarter finns listade i Catalogue of Life.